# Caledonia Mountain
Caledonia Mountain är ett berg i Kanada.   Det ligger på gränsen mellan provinserna British Columbia och Alberta, i den centrala delen av landet, 3 200 km väster om huvudstaden Ottawa. Toppen på Caledonia Mountain är 2 863 meter över havet.
Terrängen runt Caledonia Mountain är bergig åt sydväst, men åt nordost är den kuperad. Trakten runt Caledonia Mountain är nära nog obefolkad, med mindre än två invånare per kvadratkilometer.. Det finns inga samhällen i närheten. 
Trakten runt Caledonia Mountain består i huvudsak av gräsmarker.